# Caesalpinia vernalis
Caesalpinia vernalis är en ärtväxtart som beskrevs av George Bentham. Caesalpinia vernalis ingår i släktet Caesalpinia och familjen ärtväxter. Inga underarter finns listade i Catalogue of Life.